# Rigolă

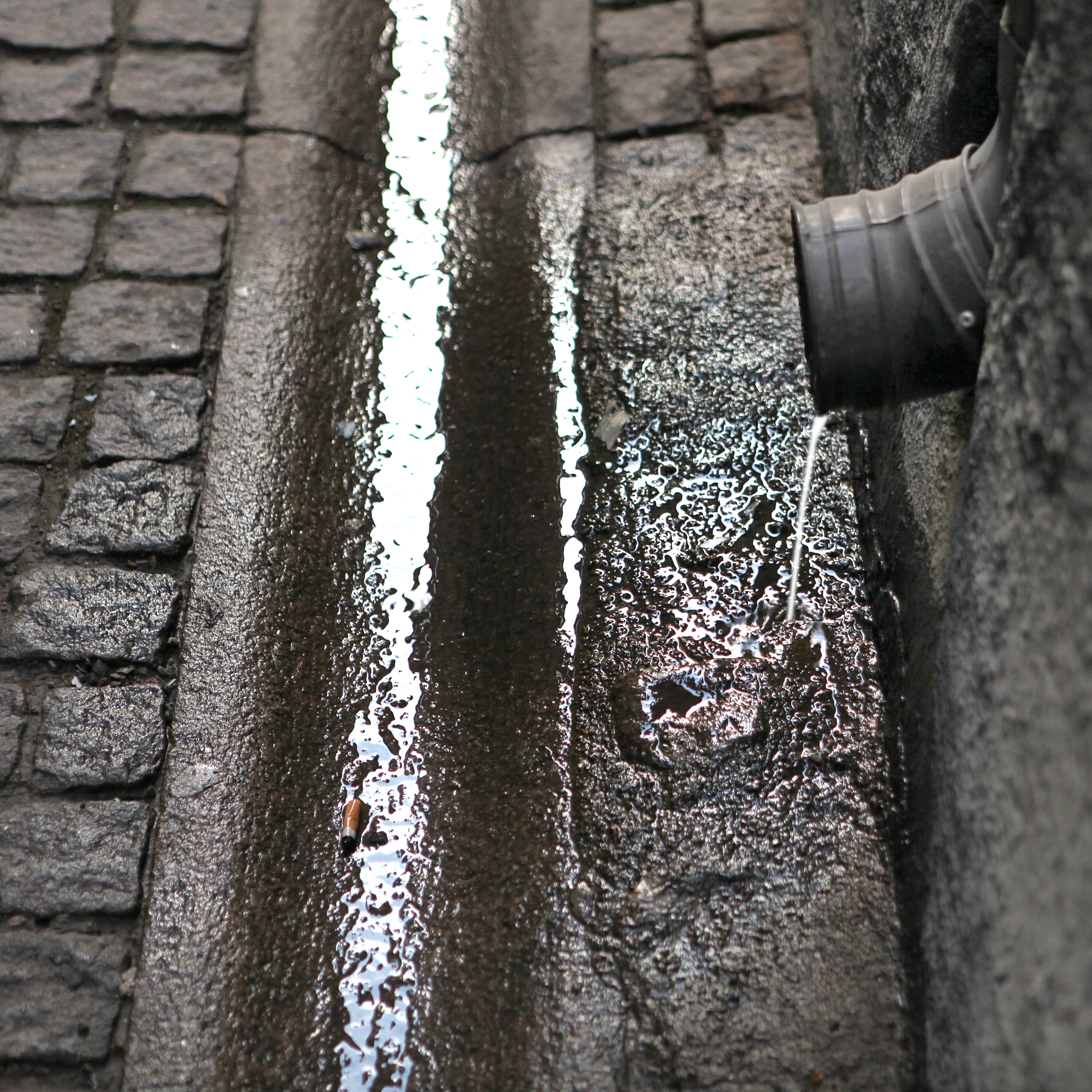
Rigolă pe o stradă din Stockholm

O rigolă este un șanț mic sau amenajare specială făcută de-a lungul străzilor, între marginea părții carosabile și bordura trotuarelor, având rolul de a colecta apele superficiale și de a le dirija la un punct de descărcare.